# 발산항
발산항은 경상북도 포항시 남구 동해면 발산리에 있는 어항이다. 1972년 2월 7일 지방어항으로 지정하여 관리하고 있다. 시설관리자는 포항시장이다. 북동쪽의 마봉산에서 남서쪽 1Km에 있는 발산동의 돌출부 내측에 위치하며 생활권을 포항과 함께 하고 있는 어민들은 영일만에서 조업활동을 하므로 자연재해의 영향은 적으나 빈번한 해상교통에 유의하여야 하는 여건을 갖고 있다.

## 어항 연혁
- 봄이 되면 마을을 둘러싸고 있는 산과 골짜기에 꽃이 만발한다고 해서 불리게 된 이름이라 하는데, 지형이 바랑처럼 생겼다 하여 바랑골 또는 발미골이라고도 한다

## 어항 구역
본 항의 어항구역은 다음과 같다.
- 수역: 남방파제 기부에서 정북쪽으로 100m 이동된 지점을 중심으로 반경 200m선을 따라 형성된 수역

## 어항 시설
- 서방파제 230m, 남방파제 70m, 물양장 180m, 선양장 30m

## 항해 정보
부근에서 가장 좋은 항해목표물은 북동쪽의 마봉산(높이 148미터)이다. 이 어항의 전면은 포항항의 항계와 특정해역, 항로가 설정되어 있어 주의하여야 한다. 항내 수심은 약 1.7~1.3미터, 저질은 바위와 모래이고 소형어선의 접안과 정박이 가능하다.

## 개발 계획
- 1995년3월에 본 항에 대한 어항기본계획 및 개발계획이 고시되었다.[1]

## 주요 어종
- 발산항은 멸치로 유명하며 특히 푸른바다 동해청정해역에서 직접 어획하여 해풍과 자연 태양열로 건조한 천연자연 식품이다. 지역수산물은 장어, 오징어, 전어 등이다.